# سانتا ماريا لا فوسا
سانتا ماريا لا فوسا (بالإيطالية: Santa Maria la Fossa)‏ هي كومونا في مقاطعة كزرتة في منطقة كمبانية الإيطالية، وتقع على بعد 30 كيلومترًا (19 ميلًا) شمال غرب نابولي، و15 كيلومترًا (9 ميلًا) غرب كزرتة.